# Becca Fitzpatrick
Becca Fitzpatrick (3 febbraio 1979) è una scrittrice statunitense.
È conosciuta per aver scritto la saga fantasy e paranormal romance degli Angeli caduti, composta da quattro romanzi, uno in uscita nell'autunno del 2012. Con i primi due volumi della saga, Il bacio dell'angelo caduto e Angeli nell'ombra ha raggiunto il primo posto della lista dei libri più venduti del New York Times, avendo venduto oltre 1 milione di copie in 35 paesi diversi. La saga narra le vicende di Nora Grey coinvolta nella guerra tra angeli caduti e nephilim (semi-angeli), per via della sua relazione con un misterioso ragazzo di nome Patch, che si scopre essere un angelo caduto anch'esso.

## Biografia
Cresciuta a Centerville, Utah, si è laureata in medicina nell'aprile del 2001 presso la Brigham Young University. Ha poi lavorato come insegnante in una scuola di Provo. Ha iniziato a scrivere Il bacio dell'angelo caduto nel 2003, dopo essere stata iscritta da suo marito ad un corso di scrittura.Vive insieme al marito e ai loro due figli

## Opere

### Saga degli Angeli caduti
1. Il bacio dell'angelo caduto (Hush, Hush, 2009) ISBN 978-88-566-2016-0
1.5 Patch & Nora. Il primo vero incontro tra Patch & Nora (2013)
2. Angeli nell'ombra (Crescendo, 2010) ISBN 978-88-566-2509-7
3. Sulle ali di un angelo (Silence, 2011) ISBN 978-88-566-2257-7
4. L'ultimo angelo (Finale, 2012) ISBN 978-88-566-3153-1

### Altri libri
- Black Ice (7 ottobre 2014) Britt si è preparata per più di un anno a un trekking sul Teton Range. Quello a cui non era preparata, però, è scoprire che Calvin, il suo ex ragazzo e unico grande amore, si unirà a lei. Prima che Britt abbia tempo di esplorare i propri sentimenti, si scatena una terribile tormenta che la obbliga a rifugarsi in una baita sperduta. Peccato che gli occupanti, entrambi giovani e molto affascinanti, siano anche due fuggitivi decisi a prenderla in ostaggio. Britt sa che la conoscenza dei sentieri e l'attrezzatura da trekking che ha con sé rappresentano la sua assicurazione sulla vita, e che deve solo resistere abbastanza a lungo perché Calvin la raggiunga, eppure…  In una disperata corsa contro il tempo e il freddo, Britt scoprirà che sotto la neve si nascondono moltissimi segreti e che forse il suo rapitore, la cui gentilezza è decisamente seducente, non è quello che sembra.

- Bugie pericolose (27 settembre 2016) Stella Gordon non è il suo vero nome. Thun-der Basin, in Nebraska, non è la sua vera casa. Questa non è la sua vera vita... ma dopo aver assistito all'omicidio dello spacciatore di sua mamma, Stella è stata immediatamente inserita nel programma di protezione testimoni. Stella però non ha nessuna intenzione di vivere lontano dal fidanzato, per di più in un posto dimenticato da Dio e dagli uomini. Risultato: fa di tutto per irritare chi dovrebbe proteggerla e, più in generale, chiunque incontri. Visto che non si tratterrà laggiù un minuto più del necessario, che senso ha farsi degli amici? Il ragionamento fila più o meno liscio finché non conosce Chet Falconer; è a quel punto che la tentazione di abbassare la guardia diventa irrefrenabile, così come il senso di colpa per tutte le bugie che deve raccontare. Purtroppo, più si sente al sicuro, più diventa facile ignorare i segnali d'allarme, e non vedere che il pericolo è molto più vicino di quanto pensasse...